# Дашкевич Валентина Євдокимівна
Валентина Євдокимівна Дашкевич (4 грудня 1929, Кам'янське — 27 листопада 2012, Київ) — українська науковиця, акушер-гінеколог, педагог. Доктор медичних наук (1986), професор (1988). Заслужений лікар України (1990), лауреатка Державної премії України в галузі науки і техніки (2006).
Дослідниця особливостей патогенезу та перебігу захворювань під час вагітності, профілактики материнської та перинатальної смертності, розробниця системи медичного обслуговування вагітних з екстрагенітальною патологією, системи перинатальної охорони плода.
Понад півстоліття — наукова співробітниця Інституту педіатрії, акушерства і гінекології (1959—2012), з яких 29 років — керівниця акушерського відділення екстрагенітальної патології вагітних. Авторка понад 300 наукових робіт, зокрема майже 20 авторських свідоцтв на винаходи. Учениця професорів Серафими Виноградової та Олександра Папа.

## Життєпис
Народилась 4 грудня 1929-го року у місті Кам'янське на Дніпропетровщині.
У 1954-му році закінчила Чернівецький державний медичний інститут. Відтоді ж — акушер-гінеколог районної лікарні міста Чортків на Тернопільщині.
З 1959-го року до кінця життя — наукова співробітниця Інституту педіатрії, акушерства і гінекології (ІПАГ) у Києві. Учениця професорів Серафими Виноградової та Олександра Папа.
У 1963-му році, після закінчення аспірантури, здобула науковий ступінь кандидата медичних наук, захистивши дисертацію на тему «Некоторые показатели функционального состояния печени у беременных с резус-отрицательной кровью и меры профилактики гемолитических заболеваний плода и новорожденного».
З 1965-го року — старша наукова співробітниця інституту. У цей період завершила цикл досліджень проблеми резус-конфліктної вагітності, що був розпочатий ще наставницею Валентини Дашкевич, професоркою Серафимою Виноградовою. Встановила частоту резус-негативного типу крові у вагітних, дослідила патогенез гемолітичної хвороби новонароджених.
Протягом трьох років (1976—1979) — керівниця відділення перинатології. Майже 30 років (з 1979-го по 2008-й) очолювала акушерське відділення екстрагенітальної патології вагітних. На цій посаді розробила систему медичного обслуговування вагітних з екстрагенітальною патологією, системи перинатальної охорони плода. Постійно співпрацювала з професоркою Лєною Гутман.
У 1986-му році захистила дисертацію та здобула науковий ступінь доктора медичних наук. Через два роки затверджена у вченому званні професора.
У 1990-му році нагороджена званням «Заслужений лікар України». У 2006-му році, разом з колегами, нагороджена Державною премією України в галузі науки і техніки «за наукову розробку, організацію та впровадження системи санаторно-курортного оздоровлення і лікування вагітних в Україні».
У 2008-му році передала керування акушерським відділенням екстрагенітальної патології вагітних своїй учениці Юлії Давидовій, перейшла на посаду головної наукової співробітниці. Працювала до останніх місяців життя. Померла за тиждень до свого 83-річчя, 27 листопада 2012-го року.

## Наукова діяльність
Авторка понад 300 наукових робіт, зокрема майже 20 авторських свідоцтв на винаходи. Наукова керівниця, консультантка та педагог близько 50-ти докторів та кандидатів наук. Серед учнів Валентини Дашкевич — науковці Ірина Лук'янова, Юлія Давидова, Аліса Лиманська, Юрій Круть, Марія-Мар'яна Двуліт, Володимир Медвідь тощо.
Членкиня президії Асоціації акушерів-гінекологів України, Міжнародної федерації акушерів-гінекологів, Європейської ради та колегії акушерства і гінекології, Європейської асоціації перинатології.
Членкиня Вченої ради ІПАГ, спеціалізованої вченої ради з захисту дисертацій, редакційних колегій часописів «Перинатологія і педіатрія», «Педіатрія, акушерство та гінекологія», «Репродуктивне здоров'я жінки». Експертка Міністерства охорони здоров'я України з питань материнської смертності.
Після Чорнобильської катастрофи керувала циклом науково-дослідних робіт у галузі акушерства і гінекології з вивчення медичних наслідків аварії. Разом з колегами приймала пологи у жінок, евакуйованих з Прип'яті.

## Науковий доробок (частковий)
- «Гемолитическая болезнь плода и новорожденных» / Л. В. Тимошенко, М. В. Бондарь, В. Е. Дашкевич. — Москва: Медицина, 1968. — 236 с. : ил.; 21 см.
- «Диагностика, профилактика, лечение изоиммунизации и ее последствий у матери и новорожденного»: Метод. рекомендации / [Сост. К. Н. Васильева, В. Е. Дашкевич, С. П. Писарева и др.] ; М-во здравоохранения УССР. — Киев: [б. и.], 1975. — 28 с. : граф.; 21 см.
- «Практическое акушерство» / [А. Г. Пап, В. Е. Дашкевич, А. П. Николаев и др.] ; Под ред. д-ра мед. наук Я. П. Сольского. — 3-е изд., испр. и доп. — Киев: Здоров'я, 1976. — 663 с. : ил.; 22 см.
- «Обезболивание родов у женщин с пороками сердца»: Метод. рекомендации / М-во здравоохранения УССР ; [Сост. В. Е. Дашкевич, Е. Г. Сулимой, Л. Б. Гутман]. — Киев: [б. и.], 1977. — 14 с.; 21 см.
- «Ведение беременности, родов и послеродового периода при заболеваниях сердечно-сосудистой системы»: (Метод. рекомендации) / М-во здравоохранения СССР, Гл. упр. лечеб.-профилакт. помощи детям и матерям; [Сост. А. Г. Пап, Л. Б. Гутман, А. Г. К3. — Москва: Б. и., 1980. — 39 с.; 20 см.
- «Здоровье вашего ребенка» / [А. Г. Пап, Е. М. Лукьянова, В. Е. Дашкевич и др.]; Под ред. А. Г. Папа, Е. М. Лукьяновой. — 3-е изд., перераб. и доп. — Киев: Здоров'я, 1983. — 287 с. : ил.; 22 см.
- «Здоровье вашего ребенка» / [А. Г. Пап, Е. М. Лукьянова, В. Е. Дашкевич и др.]; Под ред. А. Г. Папа, Е. М. Лукьяновой. — 3-е изд., перераб. и доп. — Киев: Здоров, я, 1984. — 287 с. : ил.; 22 см.
- «Прогнозирование осложнений послеродового периода у женщин с хроническими заболеваниями печени и желчных путей» / В. Е. Дашкевич, С. М. Макеев, Т. В. Хонахбеева // Акушерство и гинекология. — 1987. — № 4. — С. 53–56.
- «Здоровье матери и ребенка. Энциклопедия» / В. Е. Дашкевич; К.: Украинская энциклопедия, 1992, 702 с.
- «Врожденные пороки сердца и беременность: течение, тактика ведения, исходы» / В. И. Медведь, Л. Б. Гутман, В. Е. Дашкевич и др. // Зб. наук. праць VІ наук. конф. серцево-судинних хірургів України.— К.: Здоров'я, 1998.
- «Применение препарата Далацин Вагинальный крем в акушерской практике» / В. Е. Дашкевич, Ю. В. Давыдова // Український медичний часопис. — № 3 (17) — 2000.
- «Биоритмические аспекты преэклампсии беременных» / В. Е. Дашкевич // Международный медицинский журнал. — 2003. — Т. 9, № 2. — С. 72-75.
- «Влияние йодного дефицита на плод и новорожденного» / В. Е. Дашкевич, С. Е. Герзанич // Международный медицинский журнал. — 2005. — Т. 11, № 4. — С. 56-60.
- «Рак щитовидной железы и беременность» / В. Е. Дашкевич, Ю. В. Давыдова // Международный медицинский журнал. — 2006. — Т. 12, № 3. — С. 70-74.
- «Особливості акушерського анамнезу, соціального статусу, перебігу вагітності й пологів у жінок з патологічним прелімінарним періодом» / Дашкевич В. Є., Савченко С. Є., Коломійченко Т. В. // Педіатрія, акушерство і гінекологія. — 2006. — № 5. — С. 57–59.
- «Материнська смертність від екстрагенітальної патології в Україні: помилки та уроки» / В. І. Медведь, В. Є. Дашкевич // Зб. доповідей Всеукраїнського наук. форуму «Здорова нація 2007». — Київ, 2007. — С. 27
- «Сердечно-сосудистая патология и беременность» / Л. Б. Гутман, В. И. Медведь, В. Е. Дашкевич, И. М. Меллина // Акушерство и гинекология. Неотложная помощь / Под ред. Б. М. Венцковского, Г. К. Степанковской.— М.: Эксмо, 2008.
- «Актуальні питання проблеми кардіоміопатії у вагітних» / Л. Б. Гутман, В. Є. Дашкевич, С. К. Кульчицкий, Г. С. Янюта // Український кардіологічний журнал. — 2008, додаток 2. — С. 189—190
- «Актовегин в клинике экстрагенитальной патологии» / В. Е. Дашкевич, В. М. Шафарчук //Репродуктивное здоровье женщины. — 2008. — № 2 (36). — С. 83-86
- «Захворювання серцево-судинної системи — одна з ведучих причин материнської смертності» / В. В. Подольський, Л. Б. Гутман, В. Є. Дашкевич та ін. // Здоровье женщины. — 2009. — № 5(41). — С. 32-34
- «Актуальні перинатології в разі захворювань серцево-судинної системи» / В. В. Подольський, Л. Б. Гутман, В. Є. Дашкевич // Здоровье женщины. — 2009. — № 6(42). — С.163-168
- «Врожденные пороки сердца и беременность» / В. Е. Дашкевич, М. Е. Кирильчук // Международный медицинский журнал. — 2011. — Т. 17, № 1. — С. 79-84.
- «Профилактика осложнений беременности у женщин с гипертонической болезнью: задачи женской консультации» // Гутман Л. Б., Дашкевич В. Е., Меллина И. М. и др.; Зб. наук. праць Асоціації акушерів-гінекологів України. — К., 2013. — С. 90–94.

### Авторські свідоцтва на винаходи (у співавторстві)
- 1981 — «Способ обезболивания родов»
- 1982 — «Способ диагностики состояния, требующего оперативного родоразрешения у беременных с пороком сердца»
- 1997 — «Спосіб прогнозування загрози переривання вагітності у жінок з гіпертонічною формою нейроциркуляторної астенії»
- 1997 — «Спосіб прогнозування затримки розвитку плода»
- 2000 — «Спосіб раннього прогнозування розвитку імунодефіцитного стану у новонароджених та дітей раннього віку»
- 2000 — «Спосіб профілактики та лікування геморагічних розладів у новонароджених, які народились від жінок, хворих на цукровий діабет»
- 2001 — «Спосіб профілактики затримки розвитку плода»
- 2002 — «Спосіб вибору методу розродження вагітних із захворюваннями серцево-судинної системи»
- 2004 — «Спосіб прогнозування патологічного прелімінарного періоду»
- 2004 — «Спосіб лікування патологічного прелімінарного періоду»
- 2004 — «Спосіб прогнозування розвитку прееклампсії у вагітних з первинною артеріальною гіпертензією»
- 2005 — «Спосіб ранньої діагностики некомпенсованих порушень тиреоїдного гомеостазу у жінок, оперованих на щитоподібній залозі»
- 2007 — «Спосіб лікування слабкості пологової діяльності на тлі патологічного прелімінарного періоду»
- 2007 — «Спосіб диференційованого лікування вагітних з артеріальною гіпотензією»
- 2007 — «Спосіб реабілітації вагітних при захворюваннях серцево-судинної системи»
- 2007 — «Спосіб розродження вагітних з кардіоміопатіями»
- 2007 — «Спосіб діагностики міокардіального резерву у вагітних з серцево-судинною патологією»
- 2010 — «Спосіб підготовки до пологів вагітних з вродженими вадами серця»

## Нагороди
- 1970 — почесна грамота Виконкому Червоного Хреста і Червоного Півмісяця СРСР
- 1982 — почесна грамота Президії Верховної Ради УРСР
- 1986 — орден Трудового Червоного Прапора
- 1990 — заслужений лікар України
- 1997 — академічна премія з клінічної медицини Національної академії медичних наук України — «за цикл наукових праць „Захворювання серцево-судинної системи і вагітність“»
- 2003 — «Видатна жінка — акушер-гінеколог» (17-й Всесвітній конгрес акушерів-гінекологів)
- 2006 — Державна премія України в галузі науки і техніки — «за наукову розробку, організацію та впровадження системи санаторно-курортного оздоровлення і лікування вагітних в Україні»
- 2010 — премія «Жінка року» Федерації жінок за мир у всьому світі у номінації «Жінка-медик»[2][7]